# Genesis 1976-1982
Genesis 1976-1982 è un box-set di 6 CD-SACD e 6 DVD del gruppo musicale britannico Genesis, pubblicato nel 2007.

## Descrizione
Il cofanetto contiene le rimasterizzazioni, a cura di Nick Davis, dei cinque album in studio pubblicati dal gruppo tra il 1976 e il 1982: A Trick of the Tail, Wind & Wuthering, ...And Then There Were Three..., Duke e Abacab, più un sesto volume che raccoglie tutti gli altri brani usciti soltanto su 45 giri o EP nello stesso periodo.
A ciascun volume è abbinato un DVD contenente il suddetto materiale in formato audio surround 5.1, i videoclip promozionali dei singoli tratti da ciascun album, interviste filmate del 2007 a tutti i membri del gruppo, due film-concerto rispettivamente del 1976 e del 1980 e altro materiale di repertorio, sia video che fotografico.

## Tracce

### Volume 1:A Trick of the Tail
CD-SACD
1. Dance on a Volcano
2. Entangled
3. Squonk
4. Mad Man Moon
5. Robbery, Assault and Battery
6. Ripples
7. A Trick of the Tail
8. Los Endos

DVD
- Stesse tracce del CD-SACD in formato audio surround 5.1
- Videoclip:

1. Robbery, Assault & Battery
2. Ripples
3. A Trick of the Tail

- Interviste ai Genesis su A Trick of the Tail
- Genesis: in Concert (Tony Maylam, 1976)

1. I Know What I Like (In Your Wardrobe)
2. Fly on a Windshield (part 2)
3. Carpet Crawlers
4. The Cinema Show (part 2)
5. Entangled
6. Supper's Ready (part 2)
7. Los Endos

- White Rocks' Premiere Programme 1977

### Volume 2:Wind & Wuthering
CD-SACD
1. Eleventh Earl of Mar
2. One for the Vine
3. Your own Special Way
4. Wot Gorilla?
5. All In a Mouse's Night
6. Blood on the Rooftops
7. Unquiet Slumbers for the Sleepers ...
8. ... In that quiet Earth
9. Afterglow

DVD
- Stesse tracce del CD-SACD, in formato audio surround 5.1
- Interviste ai Genesis su Wind & Wuthering
- U.S. Television Bootleg Video

1. Your Own Special Way
2. Afterglow

- Japanese Television Bootleg Video

1. Eleventh Earl of Mar
2. One for the Vine
3. Your Own Special Way

- World Tour Programme 1977

### Volume 3:...And Then There Were Three...
CD-SACD
1. Down and Out
2. Undertow
3. Ballad of Big
4. Snowbound
5. Burning Rope
6. Deep In The Motherlode
7. Many Too Many
8. Scenes From a Night's Dream
9. Say It's All Right Joe
10. The Lady Lies
11. Follow You Follow Me

DVD
- Stesse tracce del CD-SACD, in formato audio surround 5.1
- Videoclip:

1. Many Too Many
2. Follow You Follow Me

- Interviste ai Genesis su ...And Then There Were Three...
- Three Dates with Genesis 1978
- Japanese Tour Programme 1978
- Knebworth Programme 1978
- German Festival Programme 1978

### Volume 4:Duke
CD-SACD
1. Behind the Lines
2. Duchess
3. Guide Vocal
4. Man of Our Times
5. Misunderstanding
6. Heathaze
7. Turn It On Again
8. Alone Tonight
9. Cul-De-Sac
10. Please Don't Ask
11. Duke's Travels
12. Duke's End

DVD
- Stesse tracce del CD-SACD, in formato audio surround 5.1
- Videoclip:

1. Duchess
2. Misunderstanding
3. Turn it on Again

- Interviste ai Genesis su Duke
- Live at the Lyceum, London, 1980

1. Behind the Lines
2. Duchess
3. Guide Vocal
4. In the Cage
5. Afterglow
6. Dance on a Volcano
7. Los Endos

- World Tour Programme 1980

### Volume 5:Abacab
CD-SACD
1. Abacab
2. No Reply at All
3. Me and Sarah Jane
4. Keep It Dark
5. Dodo/Lurker
6. Who dunnit?
7. Man on the Corner
8. Like It or Not
9. Another Record

DVD
- Stesse tracce del CD-SACD, in formato audio surround 5.1
- Videoclip:

1. Abacab
2. No Reply at All
3. Keep it Dark
4. Man on the Corner

- Interviste ai Genesis su Abacab
- World Tour Programme 1981

### Disco 6:Extra Tracks 1976-1982
CD
1. Paperlate (da 3x3 - EP, 1982)
2. Evidence of Autumn (B-side di Misunderstanding, 1980)
3. Pigeons (da Spot the Pigeon - EP, 1977)
4. You Might Recall (da 3x3 - EP, 1982)
5. Naminanu (B-side di Keep it Dark, 1981)
6. Inside and Out (da Spot the Pigeon - EP, 1977)
7. Vancouver (doppia B-side di Many Too Many)
8. Me and Virgil (da 3x3 - EP, 1982)
9. It's Yourself (B-side di Your Own Special Way, 1976)
10. Match of the Day (da Spot the Pigeon - EP, 1977)
11. Open Door (B-side di Duchess, 1980)
12. The Day the Light Went Out (doppia B-side di Many Too Many, 1978)
13. Submarine (B-side di Man on the Corner, 1981)

DVD
- Stesse tracce del CD-SACD, in formato audio surround 5.1
- Paperlate (videoclip)
- Interviste ai Genesis sulle tracce extra